# Município de Liberty (condado de Henry, Ohio)
O município de Liberty (em inglês: Liberty Township) é um município localizado no condado de Henry no estado estadounidense de Ohio. No ano de 2010 tinha uma população de 2.581 habitantes e uma densidade populacional de 30,58 pessoas por km².

## Geografia
O município de Liberty encontra-se localizado nas coordenadas 41° 26′ 54″ N, 84° 04′ 06″ O. Segundo a Departamento do Censo dos Estados Unidos, o município tem uma superfície total de 84.39 km², da qual 82,79 km² correspondem a terra firme e (1,89 %) 1,6 km² é água.

## Demografia
Segundo o censo de 2010, tinha 2.581 habitantes residindo no município de Liberty. A densidade populacional era de 30,58 hab./km². Dos 2.581 habitantes, o município de Liberty estava composto pelo 97,02 % brancos, o 0,23 % eram afroamericanos, o 0,39 % eram amerindios, o 0,15 % eram asiáticos, o 0,81 % eram de outras raças e o 1,39 % eram de uma mistura de raças. Do total da população o 3,53 % eram hispanos ou latinos de qualquer raça.